# NGC 4410/1
NGC 4410/1 је спирална галаксија у сазвежђу Девица која се налази на NGC листи објеката дубоког неба.
Деклинација објекта је + 9° 1' 11" а ректасцензија 12h 26m 28,3s. Привидна величина (магнитуда) објекта NGC 4410 износи 13,8 а фотографска магнитуда 14,6. NGC 44101 је још познат и под ознакама NGC 4410A, UGC 7535, MCG 2-32-47, CGCG 70-73, VCC 904, KCPG 335A, MK 1325, PGC 40694.